# Prodidomus watongwensis
Prodidomus watongwensis là một loài nhện trong họ Gnaphosidae.
Loài này thuộc chi Prodidomus. Prodidomus watongwensis được Mordecai Cubitt Cooke miêu tả năm 1964.